# ساسون

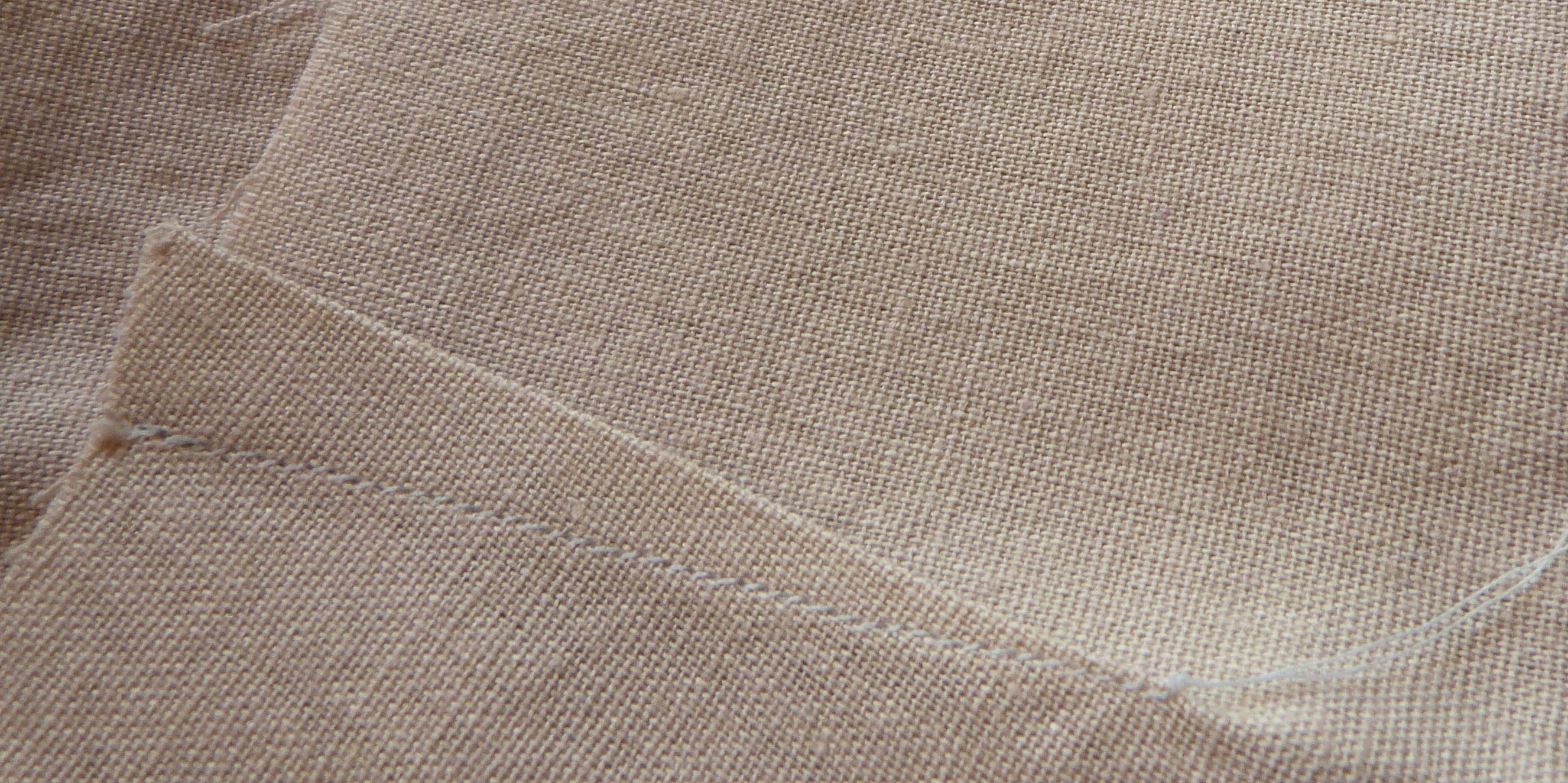
ساسون

ساسون یا پنس چین کوچکی است که در پشت پارچه در قسمت‌های گشادتر لباس دوخته می‌شود تا لباس قالب تن شود.